# Uraeotyphlus
Uraeotyphlus is een geslacht van wormsalamanders (Gymnophiona) uit de familie Ichthyophiidae. De groep werd voor het eerst wetenschappelijk beschreven door Wilhelm Peters in 1880. Later werd abusievelijk de wetenschappelijke naam Uraetyphlus gebruikt.
Er zijn zeven verschillende soorten inclusief recentelijk ontdekte soorten zoals Uraeotyphlus oommeni uit 2007 en Uraeotyphlus gansi uit 2008. Alle soorten zijn endemisch in India en voorkomen in het zuidwesten van het land.
De verschillende soorten wijken af van de andere wormsalamanders, ze worden beschouwd als hoger ontwikkeld. De groep wordt hierdoor soms als een aparte familie van wormhagedissen beschouwd; Uraeotyphlidae.

## Soorten
Geslacht Uraeotyphlus
- Soort Uraeotyphlus gansi
- Soort Uraeotyphlus interruptus
- Soort Uraeotyphlus malabaricus
- Soort Uraeotyphlus menoni
- Soort Uraeotyphlus narayani
- Soort Uraeotyphlus oommeni
- Soort Uraeotyphlus oxyurus